# Музей мистецтва та історії культури

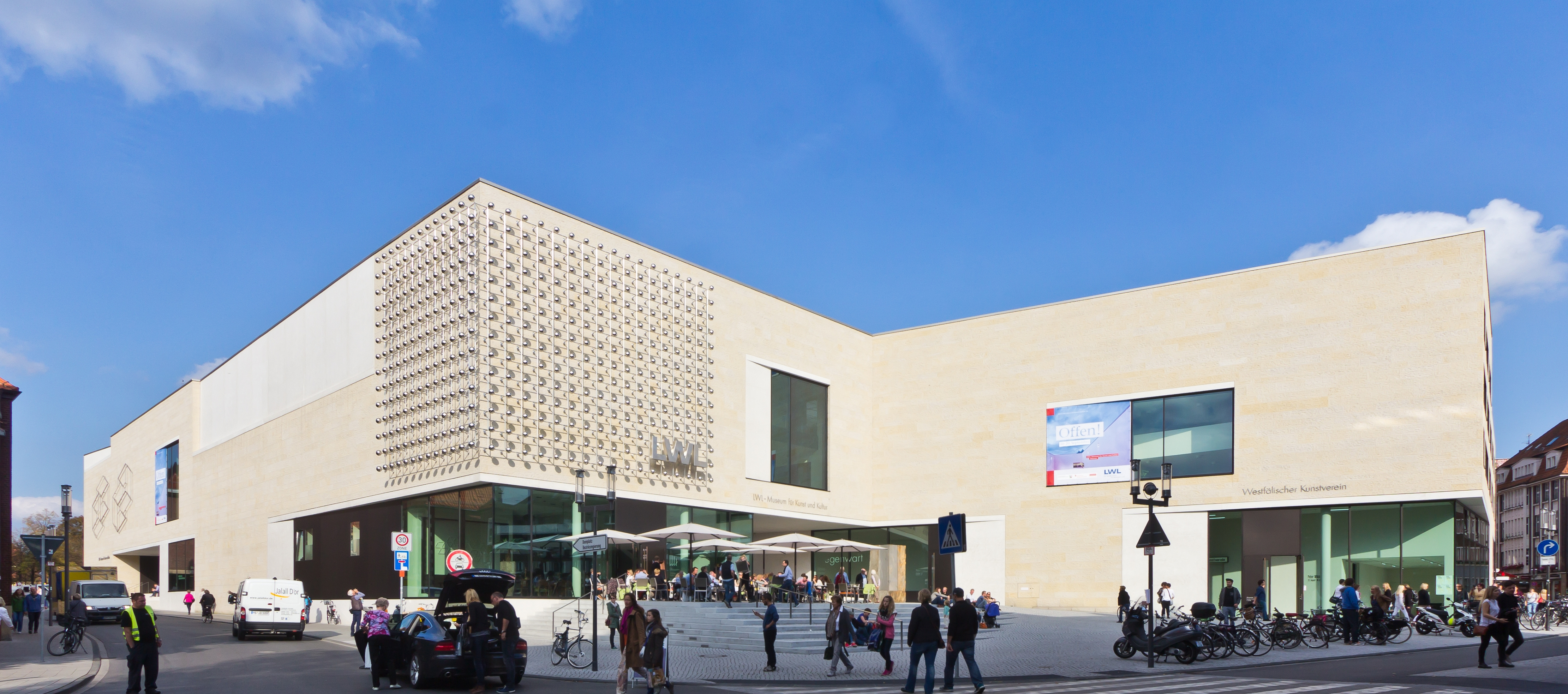
LWL у 2014 році

Вестфальський державний музей історії мистецтва та культури (LWL-Landesmuseum für Kunst und Kulturgeschichte) — музей мистецтва та культури в Мюнстері, Німеччина.

## Колекції та спеціалізації
Колекція музею становить:
- Картини та скульптури пізньої готики («Spätgotik»)
- Роботи родини Кранахів
- Картини з Der Blaue Reiter і Die Brücke, рухи, з особливим акцентом на таких художників, як Август Макке

Витоки музею сягають 19 століття, значний внесок зробили місцеві мистецькі асоціації. Вестфальська художня асоціація, заснована в 1831 році, відіграла вирішальну роль у збиранні та збереженні регіонального мистецтва. Музей зазнав кількох трансформацій, включаючи будівництво нової будівлі, яка відкрилася у вересні 2014 року.